# Aeroportul Krayniy
Aeroportul Krayniy (IATA: BXY, ICAO: UAOL) este un aeroport din Baikonur, Qyzylorda, Qyzylorda, Kazahstan. A fost deschis în 1964.
Situat la o altitudine de 100 m, aeroportul dispune de 1 pistă.

## Infrastructură

### Piste
Aeroportul dispune de o singură pistă. Pista 05/23 are suprafața de asfalt și dimensiunile 3.100 m × 54 m. 